# Envelope vermelho

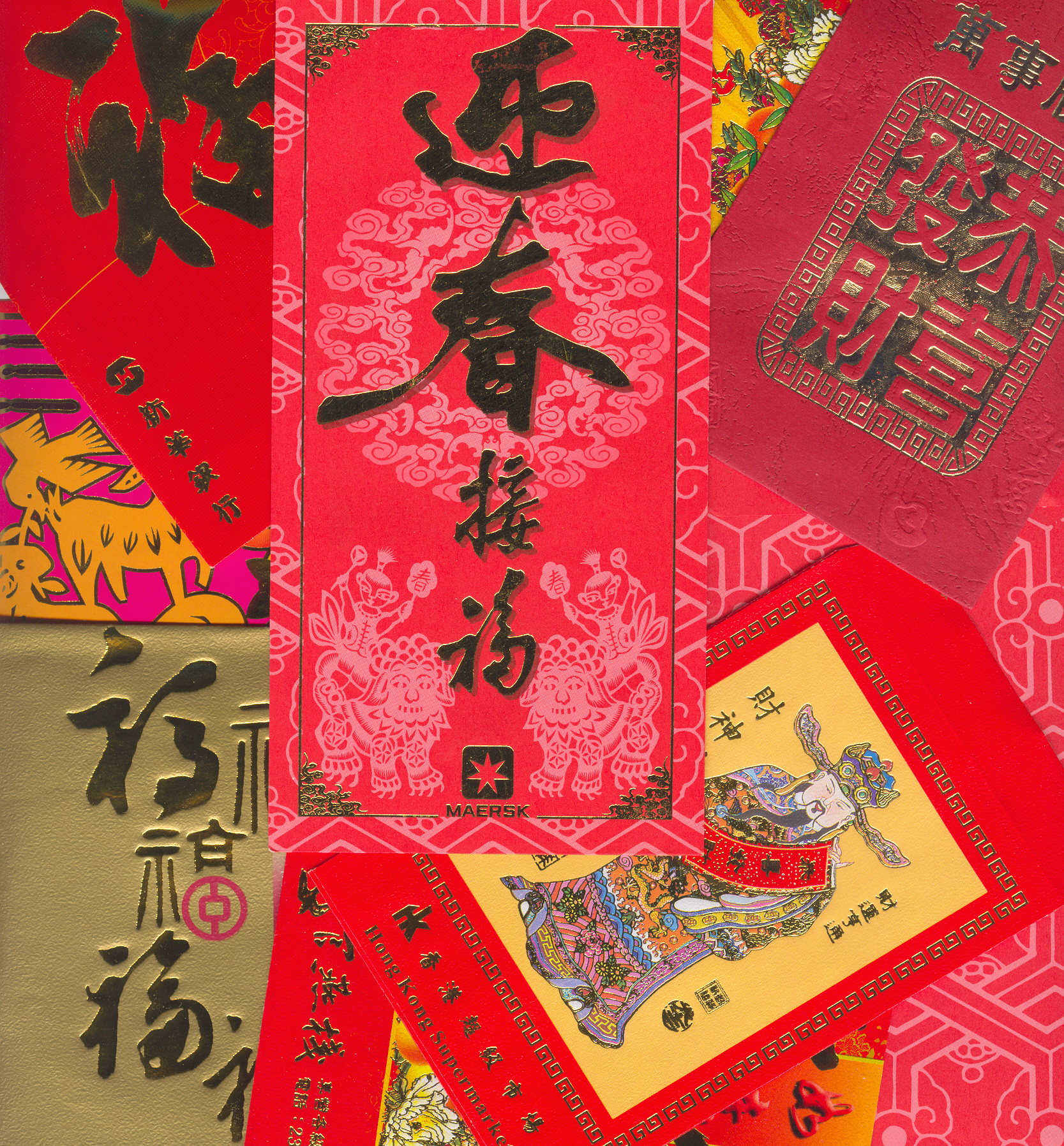
Exemplos sortidos de envelopes vermelhos contemporâneos.

Na China e outras sociedades asiáticas, os envelopes vermelhos são considerados presentes, os quais tradicionalmente contém notas de dinheiro e são distribuídos em ocasiões especiais, frequentemente em casamentos e em dias feriados.
Em mandarim é pronunciado hóngbāo, em taiwanês e hokkien singapuriano angbao, angpau em Min Nan, lai see (利市/利是) em cantonês, lì xì em vietnamita e sae bae don (세뱃돈/歲拜돈) em coreano.

## Uso
Os envelopes vermelhos são principalmente dados em reuniões familiares como casamentos e em feriados como o Ano-novo chinês. A cor vermelha simboliza sorte ou fortuna e pretensamente afasta os espíritos malignos. O pedido de envelopes vermelhos é normalmente chamado em mandarim de 討紅包 tǎo hóng bāo, 要利是 yào lì shì, e em cantonês de 逗利是. Os envelopes vermelhos são dados de presente por casais casados a familiares solteiros, especialmente crianças. Geralmente os envelopes vermelhos conterão notas de dinheiro novas.
A quantidade de dinheiro geralmente deve ser terminada por um número par, de acordo com a crenças chinesas;
Por exemplo, 88 e 168 são considerados números da sorte (ou fortuna), e os números terminados em números ímpares são tradicionalmente associados com funerais. Mesmo assim, em algumas comunidades diaspóricas da China, os números ímpares são considerados favoráveis para casamentos devido a maior dificuldade matemática de dividi-los. Também há a tradição bastante difundida de se evitar que o envelope vermelho contenha o número ou a quantidade “quatro”, tais como 40, 400 ou 444, pois a pronúncia em mandarim 四 "sì" é semelhante a pronúncia da palavra 死 "sǐ" (morte), o que significa má sorte para a maioria dos chineses. Em casamentos, a quantia oferecida aos noivos se destina a cobrir os custos dos participantes da festa assim como significa benevolência ou boa vontade para com os recém-casados.
No Vietnã, lì xì é o dinheiro da sorte e é habitualmente dados às crianças.
Os envelopes também são dados aos artistas da dança do leão, profissionais religiosos, professores e doutores.

## Origem
Na China, durante a Dinastia Chin, os idosos entrelaçavam moedas com barbante ou fio vermelho, o qual era chamado de yāsuì qián (壓祟錢) o que significava "dinheiro para afastar os espíritos malignos", e se acreditava que protegeria os idosos de doenças e da morte.[carece de fontes?]O yāsuì qián foi substituído pelos envelopes vermelhos quando máquinas de impressão se tornaram mais comuns.

## Outros costumes
Outras tradições similares também são difundidas em outros países asiáticos. No Vietnã os envelopes vermelhos são chamados de lì xì (similar à língua cantonesa: "lai see") ou, em alguns casos, phong bao mừng tuổi (envelopes de uma nova e feliz época).
Na Tailândia, eles são conhecidos por ang pow (pronúncia dos caracteres chineses para "envelope vermelho" no dialeto Teochew) ou tae ea entre a comunidade sino-tailandesa. Em Myanmar (Birmânia), os sino-burmeses utilizam o termo an-pao (birmanês:  ), e na Coreia do Sul, onde os envelopes são brancos e não vermelhos, se chamam "sae bae don". No Camboja, a comunidade sino-cambojana se refere ao termo ang pao.
No Japão, o presente dado em dinheiro é chamado de otoshidama, e é dado às crianças por seus pais durante o ano-novo japonês. Entretanto, os japoneses utilizam envelopes brancos, com o nome do destinatário escrito neles. A prática do "Shūgi-bukuro" é observada em casamentos, mas o envelope geralmente é dobrado e não colado, e decorado com um laço.
Nas Filipinas, é comum que a comunidade sino-filipina ("tsinoy") troque ang pao (a pronúncia é no dialeto Hokkien, pois a maior dos tsinoy são descendentes Hokkien) durante o ano-novo chinês. Para os demais filipinos, ang paw (ou ampaw) é um símbolo reconhecido da ano-novo lunar. Alguns filipinos tornaram este costume parte de outras celebrações, como aniversários, e mais especificamente em "aguinaldos" durante o natal nas Filipinas.

### Envelopes verdes
Muçulmanos malaios na Malásia, Brunei, Indonésia e Singapura adaptaram a tradição chinesa de presentear com envelopes com dinheiro como parte das celebrações do Eid ul-Fitr, mas ao invés de envelopes vermelhos, são utilizados envelopes verdes. Geralmente a família terá pequenas quantias de dinheiro em envelopes verdes prontos para receber as visitas, ou enviam-os aos amigos e familiares impossibilitados de visitá-los.
O verde é utilizado por ser uma tradição associada ao Islamismo, baseada no costume muçulmano da sadaqah, ou de caridade voluntária. Enquanto presente no Alcorão, a sadaqah é menos comum do que a prática do zakat, e em muitas culturas é uma forma de presentear ou de ser generoso com os amigos, e não estritamente uma forma de caridade, como dar mais aos visitantes em necessidade, ou uma obrigação religiosa de caridade.